# Tribus confederadas salish y kutenai de la nación flathead

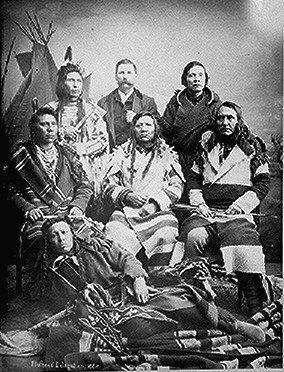
Retrato de la tribu «los cabezas lisas» compuesta por seis personas y un intérprete.

Las Tribus Confederadas de la Nación Salish y Kootenai, que actualmente viven en la Reserva Flathead son tres tribus indias: los bitterroot salish, los kootenai y los pend oreille. Sus antiguos territorios se ubicaban entre la cordillera de las Cascadas y las Montañas Rocosas.
La tribu Salish (en inglés los Flatheads, en español «los cabezas lisas») en un comienzo habitaba al oeste de la Divisoria continental de las Américas, pero establecieron sus cotos de caza cerca de la ladera este de las Montañas Rocallosas.
Fueron llamados «cabezas lisas» por los primeros europeos que llegaron al río Columbia. Se suele relacionar el nombre «cabezas lisas» a la práctica de la deformación craneal en los niños, pero es un error, ya que nunca fue practicado por esta tribu. El sobrenombre proviene por comparación con lass tribus vecinas que sí practicaban la deformación craneal vertical. La palabra salish quiere decir «gente» en su idioma.